# X Factor 2024 (Danmark)
X Factor 2024 var den 17. sæson af talentkonkurrencen X Factor. Sæsonen blev vist for sjette gang på TV 2. På finaledagen af den 16. sæson af X Factor, blev det offentliggjort at programmet ville vende tilbage med en sæson 17.
I juli 2023 blev det annonceret at Maria Fantino overtog værtsrollen fra Sofie Linde.
Efter at Kwamie Liv havde meddelt at hun stoppede som dommer på programmet, blev den nye dommertrio præsenteret i august 2023. Med sangerinden Oh Lands comeback som dommer er det første gang siden 2015, at dommertrioen består af 3 tidligere vindere.
Finalen blev afholdt i Arena Randers den 5. april 2024 hvor Simon Kvamms deltager Helene Frank vandt med 69,11% af stemmerne. Det var andet år i træk af Simon Kvamm vandt konkurrencen.
På finaledagen blev det offentliggjort af X Factor ville vende tilbage med en sæson 18.
Stemmetallene fra live shows 1 til 6 vil ikke blive afsløret denne sæson

## Kunstnernes udvælgelsesproces

### 6 Chair Challenge
Der blev indført en ny regel, "Call back", til 6 Chair Challenge. Dette gav en dommer mulighed for at skifte en af sine egne deltagere ud, med en deltager de andre dommere har fravalgt.
De 36 udvalgte kunstnere til 6 Chair Challenge var:
De artister der markeres med fed, gik videre til bootcamp.
Oh Lands deltagere:
- Under 23: Rim, Elva, Mia, Viktor, August (tidligere en af Blachmans 6 Chair Challenge deltagere. Han blev valgt af Oh Land som en del af konceptet "Call Back", efter August blev fravalgt af Blachman)
- Over 23: Mette, Freja Sofie, Nicolaj, Sofia
- Grupperne: Jonathan & Joakim, 16:41, Elipreeya, Freja & Lea

Simon Kvamms deltagere:
- Under 23: Ann Cecilie, Ella, Thilde, Victor
- Over 23: Lærke, Helene, Jonas, Saph
- Grupperne: Dynamic Trio, Soundwaves, Abnor & Rinor, Anton & Viktor

Thomas Blachmans deltagere:
- Under 23: Ea, Cristian, Jonathan, August
- Over 23: Kaja, Oscar, Rasmus, Maria, Saph (tidligere en af Simon Kvamms 6 Chair Challenge deltagere. Saph blev valgt af Blachman som en del af konceptet "Call Back", efter hun blev fravalgt af Simon Kvamm)
- Grupperne: Aske & William, Oscar & Karl, Poul, Malthe & Marius

### Bootcamp
Bootcampen blev afholdt efter de 36 deltagere i 6 Chair Challenge blev skåret ned til 18 deltagere i Bootcampen. Oh Lands bootcamp blev afholdt på Skjoldenæsholm Slot tæt på Ringsted, Simon Kvamms blev afholdt på Roskilde Festival Højskole og Thomas Blachmanns blev afholdt på Brorfelde Observatorium.
De 18 deltagere, blev skåret ned til 9 finalister som gik videre til liveshows.
Oh Lands deltagere:
- Under 23: Elva
- Over 23: Nicolaj
- Grupperne: Freja & Lea (skiftede navn til Cyklus)

Simon Kvamms deltagere:
- Under 23: Victor
- Over 23: Helene
- Grupperne: Abnor & Rinor (skiftede navn til Selmani)

Thomas Blachmans deltagere:
- Under 23: Cristian
- Over 23: Maria
- Grupperne: Oscar & Karl (skiftede navn til Kaos)

## Finalister
– Vinder
     – Andenplads
     – Tredjeplads
     – Udstemt
| Mentor          | Solist under 23 | Solist over 23 | Grupper |
| --------------- | --------------- | -------------- | ------- |
| Oh Land         | Elva            | Nicolaj Lindby | Cyklus  |
| Simon Kvamm     | Victor          | Helene Frank   | Selmani |
| Thomas Blachman | Cristian Oprea  | Mariya         | Kaos    |

## Liveshows

### Statistik
Farvekoder:
| - | Simon Kvamm som mentor     |
| - | Thomas Blachman som mentor |
| - | Oh Land som mentor         |

| – | Vinder                                                                            |
| – | Andenplads                                                                        |
| – | Deltageren var blandt de to med laveste stemmer, og skulle synge igen i farezonen |
| – | Deltageren blev råbt op som værende gået videre (vilkårlig rækkefølge)            |
| – | Deltageren fik færrest seerstemmer og blev som følge heraf stemt ud               |

|                           |                           | Uge 1                  | Uge 2                       | Uge 3               | Uge 4              | Uge 5                | Uge 6 | Uge 7 | Uge 7 |
| 1. runde                  | 2. runde                  | Uge 1                  | Uge 2                       | Uge 3               | Uge 4              | Uge 5                | Uge 6 | | |
| ------------------------- | ------------------------- | ---------------------- | --------------------------- | ------------------- | ------------------ | -------------------- | --- | --- | --- |
| 1                         | Helene Frank              |                        |                             |                     |                    |                      | | 1. 47.01% | Vinder 69.11% |
| 2                         | Selmani                   |                        |                             |                     |                    |                      | | 2. 27.84% | Andenplads 30.89% |
| 3                         | Cristian Oprea            |                        |                             |                     |                    |                      | | 3. 25.15% | Udstemt (Uge 7) |
| 4                         | Elva                      |                        |                             |                     |                    |                      | 4. | Udstemt (Uge 6) | Udstemt (Uge 6) |
| 5                         | Kaos                      |                        |                             |                     |                    |                      | Udstemt (Uge 5) | Udstemt (Uge 5) | Udstemt (Uge 5) |
| 6                         | Cyklus                    |                        |                             |                     |                    | Udstemt (Uge 4)      | Udstemt (Uge 4) | Udstemt (Uge 4) | Udstemt (Uge 4) |
| 7                         | Mariya                    |                        |                             |                     | Udstemt (Uge 3)    | Udstemt (Uge 3)      | Udstemt (Uge 3) | Udstemt (Uge 3) | Udstemt (Uge 3) |
| 8                         | Nicolaj Lindby            |                        |                             | Udstemt (Uge 2)     | Udstemt (Uge 2)    | Udstemt (Uge 2)      | Udstemt (Uge 2) | Udstemt (Uge 2) | Udstemt (Uge 2) |
| 9                         | Victor                    |                        | Udstemt (Uge 1)             | Udstemt (Uge 1)     | Udstemt (Uge 1)    | Udstemt (Uge 1)      | Udstemt (Uge 1) | Udstemt (Uge 1) | Udstemt (Uge 1) |
| Laveste stemmer           | Laveste stemmer           | Victor, Nicolaj Lindby | Cyklus, Nicolaj Lindby      | Mariya, Kaos        | Cyklus, Elva       | Cristian Oprea, Kaos | Ingen dommerstemmer eller deltagere i farezone: Det er alene seernes stemmer der afgør, hvem der bliver elimineret, og hvem der i sidste ende vinder. | Ingen dommerstemmer eller deltagere i farezone: Det er alene seernes stemmer der afgør, hvem der bliver elimineret, og hvem der i sidste ende vinder. | Ingen dommerstemmer eller deltagere i farezone: Det er alene seernes stemmer der afgør, hvem der bliver elimineret, og hvem der i sidste ende vinder. |
| Simon Kvamm stemte ud     | Simon Kvamm stemte ud     | Nicolaj Lindby         | Cyklus                      | Mariya              | Elva               | Cristian Oprea       | Ingen dommerstemmer eller deltagere i farezone: Det er alene seernes stemmer der afgør, hvem der bliver elimineret, og hvem der i sidste ende vinder. | Ingen dommerstemmer eller deltagere i farezone: Det er alene seernes stemmer der afgør, hvem der bliver elimineret, og hvem der i sidste ende vinder. | Ingen dommerstemmer eller deltagere i farezone: Det er alene seernes stemmer der afgør, hvem der bliver elimineret, og hvem der i sidste ende vinder. |
| Oh Land stemte ud         | Oh Land stemte ud         | Victor                 | Nicolaj Lindby              | Kaos                | Cyklus             | Kaos                 | Ingen dommerstemmer eller deltagere i farezone: Det er alene seernes stemmer der afgør, hvem der bliver elimineret, og hvem der i sidste ende vinder. | Ingen dommerstemmer eller deltagere i farezone: Det er alene seernes stemmer der afgør, hvem der bliver elimineret, og hvem der i sidste ende vinder. | Ingen dommerstemmer eller deltagere i farezone: Det er alene seernes stemmer der afgør, hvem der bliver elimineret, og hvem der i sidste ende vinder. |
| Thomas Blachman stemte ud | Thomas Blachman stemte ud | Victor                 | Nicolaj Lindby              | Mariya              | Cyklus             | Kaos                 | Ingen dommerstemmer eller deltagere i farezone: Det er alene seernes stemmer der afgør, hvem der bliver elimineret, og hvem der i sidste ende vinder. | Ingen dommerstemmer eller deltagere i farezone: Det er alene seernes stemmer der afgør, hvem der bliver elimineret, og hvem der i sidste ende vinder. | Ingen dommerstemmer eller deltagere i farezone: Det er alene seernes stemmer der afgør, hvem der bliver elimineret, og hvem der i sidste ende vinder. |
| Udstemt                   | Udstemt                   | Victor Niendeplads     | Nicolaj Lindby Ottendeplads | Mariya Syvendeplads | Cyklus Sjetteplads | Kaos Femteplads      | Elva Fjerdeplads | Cristian Oprea Tredjeplads | Selmani Andenplads |
| Udstemt                   | Udstemt                   | Victor Niendeplads     | Nicolaj Lindby Ottendeplads | Mariya Syvendeplads | Cyklus Sjetteplads | Kaos Femteplads      | Elva Fjerdeplads | Cristian Oprea Tredjeplads | Helene Frank Vinder |
| Kilde                     | Kilde                     | [ 2 ]                  | [ 3 ]                       | [ 4 ]               | [ 5 ]              | [ 6 ]                | [ 7 ] | [ 8 ] | [ 9 ] |

### Live shows

#### Uge 1 (23. februar)
- Tema: Signatursang[10]

| Rækkefølge | Artist         | Sang (original kunstner)                                      | Resultat     |
| ---------- | -------------- | ------------------------------------------------------------- | ------------ |
| 1          | Elva           | "Vampire" (Olivia Rodrigo)                                    | Stemt videre |
| 2          | Victor         | "Ibiza" (Benny Jamz, Gilli, Kesi, B.O.C)                      | I farezonen  |
| 3          | Mariya         | "SUNDHOLM" (SULKA)                                            | Stemt videre |
| 4          | Nicolaj Lindby | "Verdens Mindste Dør, Har Aldrig Været Større" (Peter Sommer) | I farezonen  |
| 5          | Selmani        | "Stå Op Gå Ned" (Artigeardit, Barselona)                      | Stemt videre |
| 6          | Cristian Oprea | "Halskæde" (Guldimund)                                        | Stemt videre |
| 7          | Cyklus         | "Fugle Kan Dø" (Rest In Beats)                                | Stemt videre |
| 8          | Helene Frank   | "Et Hav Af Udstræke Hænder" (Søren Huss)                      | Stemt videre |
| 9          | Kaos           | "Bums For Eliten" (Tobias Rahim feat. Artigeardit)            | Stemt videre |
| Sangdyst   |                |                                                               |              |
| Rækkefølge | Artist         | Sang (original kunstner)                                      | Resultat     |
| 1          | Victor         | "Susanne, Birgitte og Hanne" (Otto Brandenburg)               | Stemt ud     |
| 2          | Nicolaj Lindby | "You And I" (Stevie Wonder)                                   | Stemt videre |

Dommerne stemte ud:
- Blachman: Victor
- Oh Land: Victor
- Simon Kvamm: Nicolaj Lindby

#### Uge 2 (1. marts)
- Tema: 80'erne[11]

| Rækkefølge | Artist         | Sang (original kunstner)                                       | Resultat     |
| ---------- | -------------- | -------------------------------------------------------------- | ------------ |
| 1          | Cristian Oprea | "99 Luftballons" (Nena)                                        | Stemt videre |
| 2          | Cyklus         | "I Would Die 4 U" (Prince)                                     | I farezonen  |
| 3          | Helene Frank   | "Sotto voce" (Elisabeth)                                       | Stemt videre |
| 4          | Mariya         | "Nu Hvor Du Har Brændt Mig Af" (Thomas Helmig)                 | Stemt videre |
| 5          | Nicolaj Lindby | "There Is a Light That Never Goes Out" (The Smiths)            | I farezonen  |
| 6          | Kaos           | "Indian Summer" (C.V. Jørgensen)                               | Stemt videre |
| 7          | Elva           | "I Wanna Dance with Somebody (Who Loves Me)" (Whitney Houston) | Stemt videre |
| 8          | Selmani        | "Hele Verden Fra Forstanden" (tv·2)                            | Stemt videre |
| Sangdyst   |                |                                                                |              |
| Rækkefølge | Artist         | Sang (original kunstner)                                       | Resultat     |
| 1          | Cyklus         | "Venus" (Anne Linnet & Marquis de Sade)                        | Stemt videre |
| 2          | Nicolaj Lindby | "The Second You Sleep" (Saybia)                                | Stemt ud     |

Dommerne stemte ud:
- Blachman: Nicolaj Lindby
- Oh Land: Nicolaj Lindby
- Simon Kvamm: Cyklus

#### Uge 3 (8. marts)
- Tema: Kvindernes internationale kampdag[12]
- Gæsteoptræden: "Aldrig Helt Nok" (Emma Sehested Høeg)

| Rækkefølge | Artist         | Sang (original kunstner)                              | Resultat     |
| ---------- | -------------- | ----------------------------------------------------- | ------------ |
| 1          | Mariya         | "jeg elsker alt hvad du hader ved mig" (Angående Mig) | I farezonen  |
| 2          | Selmani        | "Landet" (Marie Key)                                  | Stemt videre |
| 3          | Elva           | "Killing It" (eee gee)                                | Stemt videre |
| 4          | Kaos           | "ægte kvinde" (Iomfro)                                | I farezonen  |
| 5          | Cyklus         | "Alt det du gør" (Rigmor)                             | Stemt videre |
| 6          | Cristian Oprea | "Run the World (Girls)" (Beyoncé)                     | Stemt videre |
| 7          | Helene Frank   | "Bitte Små Ryk" (Tina Dickow)                         | Stemt videre |
| Sangdyst   |                |                                                       |              |
| Rækkefølge | Artist         | Sang (original kunstner)                              | Resultat     |
| 1          | Mariya         | "Somewhere Only We Know" (Keane)                      | Stemt ud     |
| 2          | Kaos           | "Slørede Nætter" (Carl Emil Petersen)                 | Stemt videre |

Dommerne stemte ud:
- Blachman: Mariya
- Oh Land: Kaos
- Simon Kvamm: Mariya

#### Uge 4 (15. marts)
- Tema: Film og serier[13]

| 1          | Cyklus         | "Nu Flyver Anton" (Björk)                                                 | I farezonen  |          |          |
| 2          | Helene Frank   | "Sjæl I Flammer" (Kasper Winding)                                         | Stemt videre |          |          |
| 3          | Kaos           | "Hvad skal vi med frihed...?" (Cirkeline, Otto Brandenburg, Tommy Kenter) | Stemt videre |          |          |
| 4          | Selmani        | "Knokler Hårdt" (Gilli)                                                   | Stemt videre |          |          |
| 5          | Elva           | "What Was I Made For" (Billie Eilish)                                     | I farezonen  |          |          |
| 6          | Cristian Oprea | "Goodbye Yellow Brick Road" (Elton John)                                  | Stemt videre |          |          |
| Sangdyst   |                |                                                                           |              |          |          |
| Rækkefølge | Artist         | Sang (original kunstner)                                                  | Resultat     | Resultat | Resultat |
| 1          | Cyklus         | "Sacré Coeur" (Tina Dickow)                                               | Stemt ud     |          |          |
| 2          | Elva           | "The Game" (Dopha)                                                        | Stemt videre |          |          |

Dommerne stemte ud:
- Blachman: Cyklus
- Oh Land: Cyklus
- Simon Kvamm: Elva

#### Uge 5 (22. marts)
- Tema: Familie
- Gæsteoptræden: "Min Mor" (August Høyen)

| Rækkefølge | Artist         | Sang (original kunstner)            | Resultat     |
| ---------- | -------------- | ----------------------------------- | ------------ |
| 1          | Selmani        | "Novembervej" (Nik & Jay)           | Stemt videre |
| 2          | Cristian Oprea | "My Girls" (Animal Collective)      | I farezonen  |
| 3          | Helene Frank   | "Natsværmer" (Lars H.U.G.)          | Stemt videre |
| 4          | Kaos           | "Klap for fædrelandet" (Zar Paolo)  | I farezonen  |
| 5          | Elva           | "Mother Mother" (Tracy Bonham)      | Stemt videre |
| Sangdyst   |                |                                     |              |
| Rækkefølge | Artist         | Sang (original kunstner)            | Resultat     |
| 1          | Cristian Oprea | "Who Wants To Live Forever" (Queen) | Stemt videre |
| 2          | Kaos           | "Kaos kan Være Smukt" (Kalasset)    | Stemt ud     |

Dommerne stemte ud:
- Simon Kvamm: Cristian Oprea
- Oh Land: Kaos
- Blachman: Kaos

#### Uge 6 (29 marts)
- Tema: Hjerte Rimer på Smerte[14]
- Gæsteoptræden: "Igennem din Mund" (ROSÉL)

| Rækkefølge | Artist         | Sang (original kunstner)                                              | Rækkefølge | Sang (original kunstner)                   | Resultat     |
| ---------- | -------------- | --------------------------------------------------------------------- | ---------- | ------------------------------------------ | ------------ |
| 1          | Helene Frank   | "Sådan nogen som os" (Poul Krebs)                                     | 5          | "Termodragten" (Mouritz/Hørslev Projektet) | Stemt videre |
| 2          | Elva           | "Svært at være fantastisk" (Andreas Odbjerg feat. Emma Sehested Høeg) | 6          | "Weak" (Skunk Anansie)                     | Stemt ud     |
| 3          | Selmani        | "Du gør mig...’" (L.O.C)                                              | 7          | "Regn" (Østen)                             | Stemt videre |
| 4          | Cristian Oprea | "Mystery of love" (Sufjan Stevens)                                    | 8          | "This is what autumn feels like" (JVKE)    | Stemt videre |

Efter at Elva blev stemt ud, fremførte hun "20 år", som var hendes første single i eget navn.

#### Uge 7 (5. april)
- Tema: Dommervalg, duet & vindersang[15]
- Gæsteoptræden: "Fools Gold (Part 1)" (Christopher), "Hurts So Good" og "First to Go" (Astrid S)

| Rækkefølge | Artist         | Sang (original kunstner) - Dommervalg                | Rækkefølge | Sang (original kunstner) - Duet                                                | Speciel Guest               | Stemmeprocent | Plads i liveshow | Rækkefølge | Vindersang                     | Stemmeprocent | Resultat    |
| ---------- | -------------- | ---------------------------------------------------- | ---------- | ------------------------------------------------------------------------------ | --------------------------- | ------------- | ---------------- | ---------- | ------------------------------ | ------------- | ----------- |
| 1          | Helene Frank   | "Noget for nogen" (Pauline)                          | 4          | "Langt ude, langt oppe, langt nede og langt, langt væk" & "Du er" (Søren Huss) | Søren Huss                  | 47,01 %       | 1                | 8          | "Verden Findes" (Helene Frank) | 69,11%        | Vinder      |
| 2          | Cristian Oprea | "(I Can’t Get No) Satisfaction" (The Rolling Stones) | 5          | "Det’ kun vigtigt, hvad det er" & "Storebæltsbroen" (Guldimund)                | Guldimund                   | 25,15 %       | 3                |            |                                |               | Tredjeplads |
| 3          | Selmani        | "Terrier" (Ida Laurberg)                             | 6          | "Spice up your life" & "Første Dag" (Benjamin Hav/Ella Augusta)                | Benjamin Hav & Ella Augusta | 27,84 %       | 2                | 7          | "Vejen Hjem" (Selmani)         | 30,89%        | Andenplads  |

Efter at Cristian Oprea blev stemt ud, fremførte han "Sang om forventninger (Jeg vil bare være glad)", som var hans første single i eget navn.